# گودزیلا در برابر هیولای دریایی
گودزیلا در برابر هیولای دریایی (انگلیسی: Godzilla vs. the Sea Monster) فیلمی در ژانر علمی–تخیلی و فانتزی به کارگردانی جون فوکودا است که در سال ۱۹۶۶ منتشر شد. از بازیگران آن می‌توان به آکیرا تاکارادا اشاره کرد. در این فیلم، گودزیلا و ابیرا به ترتیب توسط هاروئو ناکاجیما و هیروشی سکیتا به تصویر کشیده شده‌اند.